# Марина ди Бордила (Вибо Валенција)
Марина ди Бордила је насеље у Италији у округу Вибо Валенција, региону Калабрија.
Према процени из 2011. у насељу је живело 6 становника. Насеље се налази на надморској висини од 20 м.